# Uniontown (Pensylwania)
Uniontown – miasto w Stanach Zjednoczonych, w stanie Pensylwania, w hrabstwie Fayette.
W Uniontown urodzili się m. in:
- Mark Esper, sekretarz obrony Stanów Zjednoczonych[2];
- George Marshall, szef sztabu United States Army, sekretarz stanu i sekretarz obrony Stanów Zjednoczonych, przewodniczący Amerykańskiego Czerwonego Krzyża, autor nazwanego jego nazwiskiem planu pomocy dla zachodniej Europy, laureat Pokojowej Nagrody Nobla za rok 1953[3];
- karpatorusińscy przywódcy religijni i działacze społeczni: Thomas Dolinay(inne języki) i Judson Procyk, bizantyjsko-rusińscy metropolici pitsburscy, którzy zostali oni pogrzebani na tutejszym cmentarzu Mount Saint Macrina(inne języki); obok nich spoczywają też inni hierarchowie pitsburscy: Basil Takach, Stephen Kocisko, Basil Schott, John Michael Bilock(inne języki), a także rusińscy biskupi: George Kuzma, Michael Dudick, Emil John Mihalik(inne języki), Andrew Pataki(inne języki)[4].